# Salario real
El salario real es una forma de calcular el salario descontando la inflación, para reflejar su verdadero poder adquisitivo. El cálculo del salario real permite conocer mejor el nivel en que se encuentran los salarios nominales. Si una persona gana 1000 pesos por mes y existe una inflación de 2 % anual de los bienes que compra, al final del año su salario real se habrá reducido un 2 %, aunque el salario nominal siga siendo el mismo: con el mismo salario se pueden comprar menos bienes. Si se tratara de una década, el fenómeno es equivalente a una reducción del salario nominal de $1000 a $817. Solo el cálculo del salario real permite conocer el verdadero nivel del salario.
Habitualmente, las agencias estadísticas realizan índices de salario real promedio a lo largo del tiempo, partiendo de una base que lleva el valor "100", de modo tal que cuando el valor supera "100" significa que el poder adquisitivo del salario ha mejorado y cuando el valor está por debajo de "100" significa que el poder adquisitivo del salario se ha reducido en la misma proporción.
El salario real también puede ser calculado internacionalmente teniendo en cuenta las diferencias precios relativos entre diferentes países. De este modo es posible comprender que dos personas que viven en países distintos, pueden ganar el mismo salario nominal (por ejemplo 1000 dólares), pero como en uno de esos países con esa suma se pueden comprar más bienes que en el otro, la primera tendrá un salario real más alto que la segunda, aunque los salarios nominales en dólares sean iguales.